# 이효계
이효계(李孝桂, 1935년 9월 1일 ~ 2014년 2월 27일)는 대한민국의 공무원이었다. 제3대 광주직할시장, 제27대 전라남도지사, 제18대 국무총리비서실장, 제47대 내무부 차관, 한국토지공사 사장, 제49대 농림부 장관, 제11대 숭실대학교 총장을 역임하였다.

## 학력
- 광주고등학교 졸업
- 숭실대학교 법학 학사
- 서울대학교 행정대학원 행정학 석사
- 서울대학교 행정대학원 행정학 박사

## 경력
- 1961년 제13회 고등고시 행정과
- 대통령비서실 정무비서실 행정관
- 충청북도 부지사
- 부산직할시 부시장
- 내무부 지방차관보
- 1991년 광주직할시장
- 1992년 전라남도지사
- 1993년 내무부 차관
- 1995년 한국토지공사 사장
- 1997년 8월 ~ 1998년 3월 농림부 장관
- 2005년 3월 ~ 2009년 3월 숭실대학교 총장

## 총장 시절
어윤배 총장 사태로 위기를 겪고 있던 숭실대학교는 이효계 전 농림부 장관을 총장으로 맞으며 새로운 변화가 일었다. 2005년에 국내 최초로 무보수 총장을 선언하였고, 'Global Brain'과 '캠퍼스 마스터 플랜' 등의 계획을 수립하고 실천에 옮겼다. 캠퍼스 인프라 구축과 발전기금 모금, 입시 성적 향상 등을 통해 대내외적으로 학교의 경쟁력을 강화하는 성과를 거둔 것으로 평가받는다.